# ルーシーの子どもたち
「ルーシーの子どもたち」 (ルーシーのこどもたち／LUCY'S CHLDREN) は、2009年7月2日発売の、 ソウル・フラワー・ユニオンのシングル。

## 解説
「ルーシーの子どもたち」は、ブーガルー調のリズム、セルジオ・メンデス的な主旋律を持つ、アップ・テンポなラテン・ナンバー。1974年にエチオピアで発見された約350万年前の化石人骨「ルーシー」をテーマに、恋するホモ･サピエンス（＝人類）の「完璧な夜」を歌っている。ゲスト・ミュージシャンに、ブラスのBLACK BOTTOM BRASS BAND、フルートの赤木りえ、ピアノのリクオ、パーカッションのミザリートらが参加。新メンバーの高木克がアコースティック・ギターを弾いている。プロモーション・ヴィデオには、渋さ知らズのダンサーたちが参加している。
シングルは、この「ルーシーの子どもたち」に、ベースのジゲンがヴォーカルを担当する「秋田音頭 」、元メンバーのうつみようこがゲストでヴォーカルをとるニーナ・シモンの「ミシシッピ・ガッデム」、イスラエルのガザ空爆に抗議する新たなミックスの「パレスチナ」、ニューエスト・モデル時代の代表曲のライヴ音源、などが収録されている。
なお、本シングルのジャケットの写真は、動物写真の第一人者ジョン・ドライスデイルによるものである。

## 収録曲
1. ルーシーの子どもたち
2. 秋田音頭
3. ミシシッピ・ガッデム
4. 乳母車と棺桶
5. こたつ内紛争
6. 不死身のポンコツ車
7. パレスチナ ＜09 FREE GAZA MIX＞
8. ルーシーの子どもたち ＜インスト＞

## 備考
- M-2 ベースのジゲンがヴォーカルをとる秋田民謡
- M-3 ゲストのうつみようこがヴォーカルをとるニーナ・シモンのカバー
- M-4, 5 ニューエスト・モデルの楽曲
- M-3〜6 は、ライヴ・レコーディング